# Тиинск
Тиинск  — село в Мелекесском районе Ульяновской области. Административный центр Тиинского сельского поселения.

## География
Село расположено примерно в 19 км на север от Димитровграда, на реке Тия.

## История

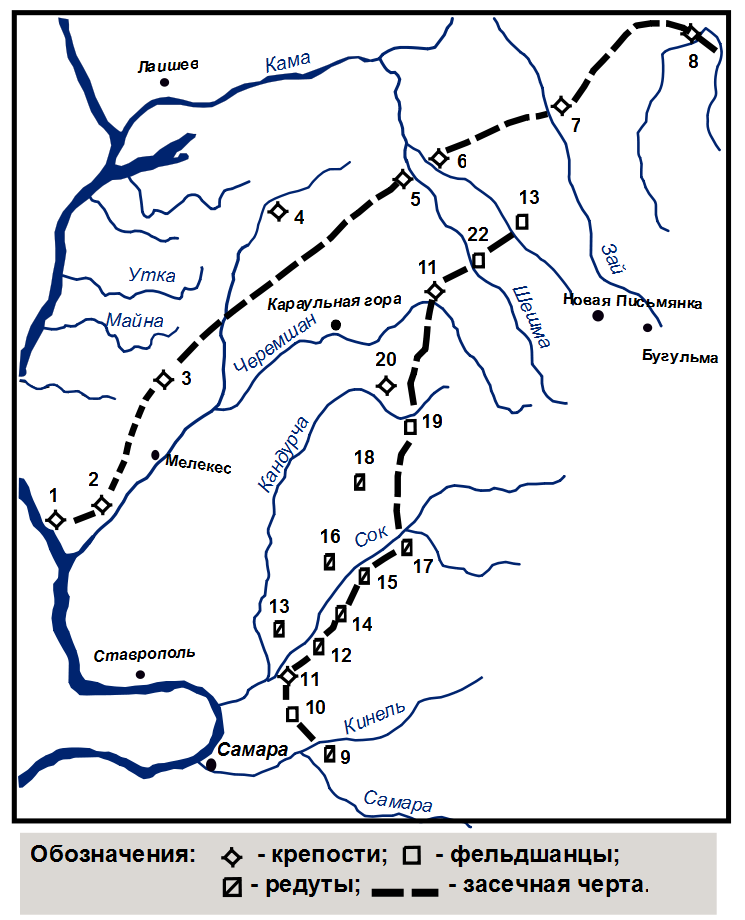
Укрепления Закамской засечной линии: … 3 — Тиинск…

Село возникло в середине XVII века как острог на Закамской засечной черте. Официальной датой основания села считается 18/26 августа 1652 года. С постройкой острога вошёл в состав Симбирского уезда.
После взятия у поляков в 1654 году города Смоленска оттуда были переведены в Тиинский острог 127 человек мелкой шляхты, относившейся к белому знамени, а вскоре к ним присоединились ещё 14. Так образовался отряд из 141 человека, которые были поселены в 123 дворах. Шляхтичам первоначально отвели землю только под дворы, огороды и гумна и на дворовое содержание выдали каждому по 6 рублей 26 алтын и 4 деньги государева жалования и поденного корма по алтыну, что они и получали до 1659 года, когда по настоятельной просьбе шляхтичей правительство распорядилось отвести им пашенную землю в верховьях рек Майна и Хмелёвка.
В 1668 году из Тиинска в Большую Кандалу были переведены 11 человек.
Во второй половине XVII века переселенцами, выходцами из Тиинска, была основана Слобода-Выходцево.
С 18 декабря 1708 года пригород Тиинск вошел в состав Казанского уезда Казанской губернии.
Во время восстания Пугачёва в окрестностях Тиинска действовал крупный повстанческий отряд под командованием отставного солдата Семёновского полка Ивана Андреевича Сомова. В феврале 1774 года повстанцы были разбиты карательным отрядом капитана Сербулаева и отступили.
В 1780 году пригород Тиинск вошел в состав Ставропольского уезда Симбирского наместничества.
В 1780 году в Тиинске была построена церковь. По другим сведениям, Преображенская церковь, однопрестольная, здание и колокольня деревянная, была построена на средства прихожан в 1794 году.
«Пригород Тиинск: ПРЕОБРАЖЕНСКАЯ ЦЕРКОВЬ. Однопрестольная, здание и колокольня деревянные, построена в 1794 г. на средства прихожан.
НИКОЛАЕВСКАЯ ЦЕРКОВЬ. Двухпрестольная, во имя св. Николая Чудотворца, святителя Алексия, митрополита Московского; здание и колокольня деревянные, построена в 1790 г. на средства прихожан, в 1857 г. перестроена, освящена в 1857 г.
КОНСТАНТИНО-ЕЛЕНИНСКАЯ ЦЕРКОВЬ. Трехпрестольная, во имя святых Константина, Гурия, Версанария, Германа, пророка Ильи; здание и колокольня деревянные, построена в 1795 г., в 1868 г. разобрана, вместо неё построена новая церковь на средства прихожан».
В 1851 году вошел в состав Ставропольского уезда Самарской губернии.
В 1859 году пригороде Тиинск было 489 дворов, в котором было две православные церкви, базары.
В 1900 году была открыта станция «Тиинск» Волго-Бугульминской железной дороги.
С 1919 году в составе Мелекесского уезда.
В 1921 году во время голода в селе умерло около 300 человек.
С 1928 по 1935 года в составе Мелекесского района Средне-Волжской области / Средне-Волжского края.
С 1935 года в составе Мало-Кандалинского района.
С 1943 года в составе Ульяновской области.
С 1944 года по 1956 год село было центром Тиинского района.
С 29 мая 2005 года административный центр Тиинского сельского поселения.

## Население
| 1859 | 1889  | 1897  | 1910  | 2010  |
| ---- | ----- | ----- | ----- | ----- |
| 3548 | ↗4490 | ↗4545 | ↗4964 | ↘1367 |

## Известные жители
- Шильдин, Пётр Степанович (1920, Тиинск — 1977) — Герой Советского Союза.
- Сёмин, Николай Васильевич — российский, советский педагог. Народный учитель СССР (1980). Жил в селе.

## Достопримечательности
- Колония пчёл — Список особо охраняемых природных территорий Ульяновской области (ООПТ № 040)[18][19].
- Родник «На Малой Гадке»[20].
- Памятник воинам Великой Отечественной войны (1976 г.)[21].